# Orthonychiurus
Genre
Orthonychiurus est un genre de collemboles de la famille des Onychiuridae.

## Liste des espèces
Selon Checklist of the Collembola of the World (version du 29 septembre 2019) :
- Orthonychiurus afghanistanensis (Stach, 1960)
- Orthonychiurus ancae (Gruia, 1971)
- Orthonychiurus argaensis (Arbea & Jordana, 1994)
- Orthonychiurus azoricus (Jacquemart, 1974)
- Orthonychiurus bunsteri (Loksa & Rubio, 1966)
- Orthonychiurus camerunensis (Schött, 1926)
- Orthonychiurus cunhai (Arlé, 1970)
- Orthonychiurus doinae (Gruia, 1972)
- Orthonychiurus durkeei (Christiansen & Bellinger, 1980)
- Orthonychiurus folsomi (Schäffer, 1900)
- Orthonychiurus gloriensis (Gruia, 1987)
- Orthonychiurus gurjakhanii Choudhuri, 1958)
- Orthonychiurus himalayensis (Choudhuri, 1958)
- Orthonychiurus izuruensis (Yosii, 1956)
- Orthonychiurus kowalskii (Stach, 1964)
- Orthonychiurus lampedusae (Fanciulli & Dallai, 1995)
- Orthonychiurus neocaledonicus Najt & Weiner, 1997
- Orthonychiurus novaezealandiae (Salmon, 1942)
- Orthonychiurus pseudostachianus (Gisin, 1956)
- Orthonychiurus rectopapillatus (Stach, 1933)
- Orthonychiurus richardsi (Choudhuri, 1958)
- Orthonychiurus saasveldensis (Weiner & Najt, 1991)
- Orthonychiurus selgae (Simón-Benito & Luciáñez, 1994)
- Orthonychiurus stachianus (Bagnall, 1939)
- Orthonychiurus subantarcticus (Salmon, 1949)
- Orthonychiurus subcadaverinus (Denis, 1931)
- Orthonychiurus sublapidarius (Stach, 1963)
- Orthonychiurus ugandensis (Choudhuri, 1958)

## Publication originale
- Stach, 1954 : The Apterygotan fauna of Poland in relation to the world-fauna of this group of insects, Family: Onchyiuridae. Polska Akademia Nauk, Instytut Zoologiczny, p. 1-219.